# Ramesseum

Pianta del Ramesseum

Il Ramesseum è il tempio funerario del faraone Ramses II in Egitto.
Esso è collocato a Tebe, nell'Alto Egitto, nei pressi del fiume Nilo a poca distanza dalla moderna città di Luxor. Il nome - nella sua forma francese Rhamesséion – venne coniato da Jean-François Champollion, il quale visitò queste rovine nel 1829 identificandovi per primo i geroglifici col nome di Ramses ed i suoi titoli sulle mura. Originariamente il sito venne chiamato Casa di milioni di anni di Usermaatra-setepenra che unisce la città di Tebe coi domini di Amon
Ramses II modificò, usurpò o costruì molte tra le più belle strutture del Nuovo Regno tra le quali proprio il Ramesseum, un tempio dedicato al faraone, dio in terra, dove la memoria sarebbe stata nota per generazioni a tutto il mondo dopo la sua morte corporale. I lavori per la costruzione del tempio iniziarono secondo i registri all'inizio del suo regno e si conclusero in 20 anni.
Il disegno del tempio di Ramses aderisce perfettamente ai canoni standard dell'architettura dei templi del Nuovo Regno. Orientato da nord-ovest a sud-est, il tempio stesso comprendeva due piloni di pietra per ingresso che conducevano al cortile del tempio. Oltre il secondo cortile, al centro del complesso, si trovava una sala ipostila sorretta da 48 colonne che circondava il santuario interno. Nel primo cortile inoltre si trovava una gigantesca statua del re di cui ancora oggi si possono ammirare i resti.

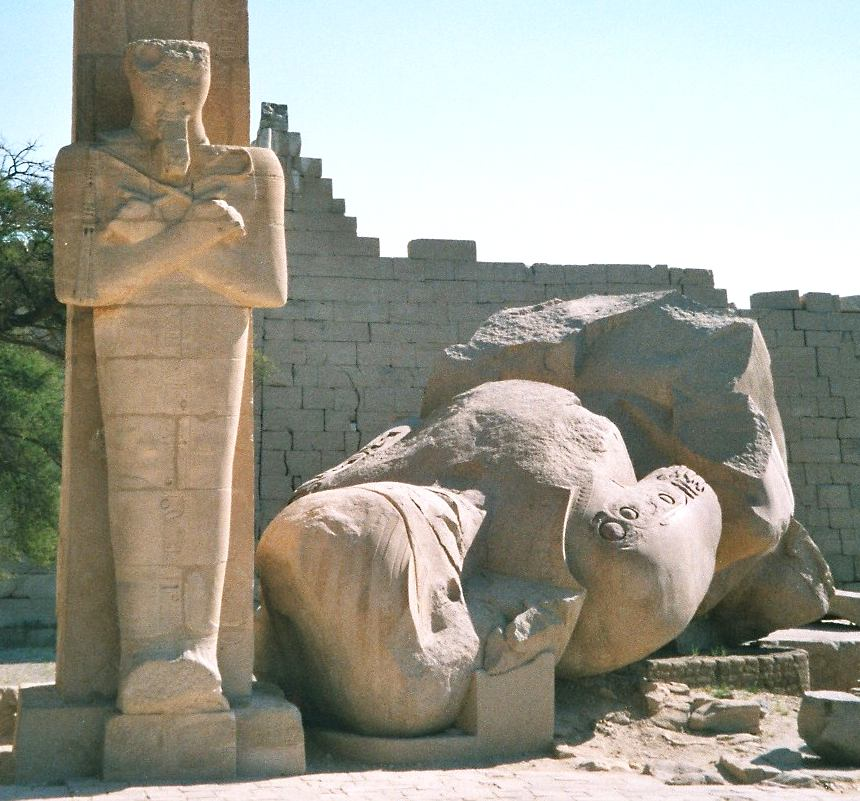
Il colosso di Ozymandias

Come da costume, i piloni d'ingresso e le mura esterne vennero decorate con scene commemoranti scene di vittorie militari del faraone oltre a raffigurazioni di dei egizi. Nel caso del Ramesseum si trovano scene della Battaglia di Kadesh (c. 1285 a.C.) che rappresentano un'enorme opera propagandistica portata avanti dal faraone in quanto lo scontro fu in realtà funesto per gli egizi che qua vengono rappresentati trionfanti.
Della gigantesca statua di Ramses II (alta 19 metri e del peso di 1000 tonnellate) oggi rimangono solo dei frammenti ancora visibili sul terreno. Dalle cave in cui venne sbozzata, la statua venne trasportata poi per 170 miglia. I resti oggi rappresentano i più grandi resti in situ di statua colossale al mondo assieme ai colossi di Ramesse a Tanis.
I resti che si trovano nel secondo cortile includono parte della facciata interna dei piloni e una porzione del portico di Osiride sulla destra. Altre scene di guerra con gli ittiti a Kadesh si ripetono sui muri. Nella parte alta si trovano invece feste in onore del dio Min, dio della fertilità. Sul lato opposto al cortile di Osiride si trovano altre colonne che forniscono l'idea originaria di splendore del sito perché meglio conservate. Qui si trovano anche parti di due statue del re, una in granito rosa e l'altra in granito nero, affiancate all'entrata del tempio. Una delle teste di queste statue venne rimossa e si trova oggi al British Museum. 31 delle 48 colonne della sala ipostila (misure 41m x 31m) si trovano ancora in piedi. Esse sono decorate con scene che raffigurano il re con diversi dei. Parte del soffitto è decorata con stelle dorate su sfondo blu ed è ancora conservato in pittura. I figli e le figlie di Ramesse appaiono in processione sulle mura di sinistra. Il santuario è composto da tre camere consecutive con otto colonne e una cella tetrastila. Parte della prima stanza, col soffitto decorato con scene astrali, è ancora oggi conservata.
Adiacente alla sala ipostila si trova un tempio più piccolo dedicato alla madre di Ramses, Tuia ed alla sua amata prima moglie Nefertari. Il complesso è circondato da numerose sale di rappresentanza, granai, laboratori, e costruzioni accessorie, alcune costruite in epoca romana.
Nell'area della sala ipostila si trovava precedentemente un tempio fatto costruire da Seti I, ma oggi ne sono emerse le sole fondamenta. Esso consisteva di una corte a peristilio e da due cappelle. Papiri tra l'XI e l'VIII secolo a.C. indicano il tempio come il sito di un'importante scuola di scribi.

## Resti
A differenza di molti altri templi in pietra che Ramesse ordinò di scolpire durante il suo regno, questo è quello posto in un angolo del Nilo e legato profondamente al fiume.
Da questo tempio, per la sua grandezza e bellezza, trassero ispirazione altri faraoni per i loro templi funerari come Ramses III a Medinet Habu.

## Scavi e studi

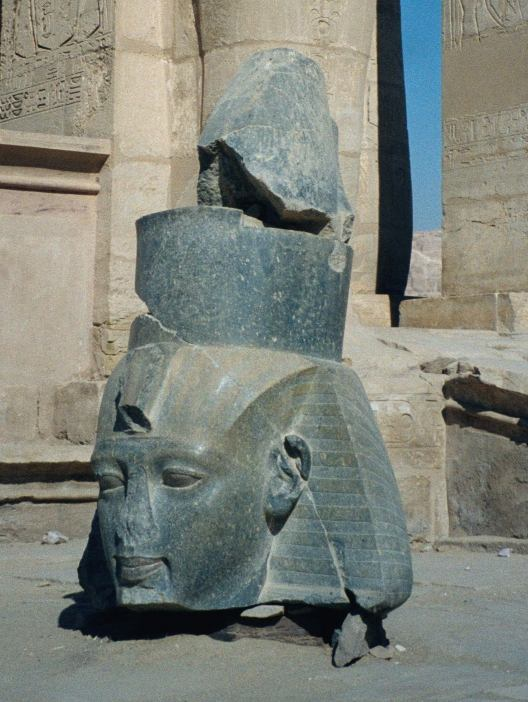
L'altra testa del secondo colosso rimasta in loco

Le origini della moderna egittologia possono essere fatte risalire all'arrivo di Napoleone Bonaparte in Egitto nell'estate del 1798.
Ispirati dagli ideali dell'illuminismo, al seguito delle truppe napoleoniche giunsero in Egitto anche uomini di scienza che redassero una monumentale opera in 23 volumi dal titolo Description de l'Égypte. Due ingegneri francesi, Jean-Baptiste Prosper Jollois e Édouard de Villiers du Terrage, vennero assegnati allo studio del sito del Ramesseum, e fu con grande propaganda che essi lo identificarono come la "Tomba di Ozymandias" o "Palazzo di Memnon" del quale Diodoro Siculo aveva scritto nel I secolo a.C.
Il successivo visitatore, ingegnere, studioso ed antiquario, fu l'italiano Giovanni Battista Belzoni. Egli si recò al Cairo per la prima volta nel 1815 dove vendette a Mehemet Ali le sue invenzioni idrauliche per la gestione delle acque del Nilo. Qui egli conobbe il console britannico al Cairo, Henry Salt, che lo prese al proprio servizio per recuperare dal tempio di Tebe il cosiddetto Giovane Memnone, una delle due colossali statue di granito di Ramses II, per trasportarla poi in Inghilterra. Grazie alle abilità ingegneristiche di Belzoni la testa della statua già da tempo crollata alla base della stessa, del peso di 7 tonnellate, giunse a Londra nel 1818 e venne battezzata Giovane Memnone e posta anni dopo al British Museum.
L'arrivo della statua provocò una grande sensazione e concentrò l'attenzione dei primi egittologi sul sito del Ramesseum, a tal punto che il poeta Percy Bysshe Shelley scrisse un sonetto dal titolo Ozymandias. In particolare, il Giovane Memnone è il diretto ispiratore della poesia di Shelley in quanto la frase User-maat-re Setep-en-re posta sul braccio della statua venne tradotta già dallo storico Diodoro in greco col termine "Ozymandias". 
Mentre le "grandi e tronche gambe di pietra" descritte da Shelley erano più una licenza poetica che materia di archeologia, il "mezzo busto... dal volto schiacciato" si addice pienamente alle forme della statua. Le manie e i piedi si trovano in posizione piatta. Il colosso si elevava per un'altezza di 19 metri, rivaleggiando coi Colossi di Memnone e con le statue di Abu Simbel.
Un team franco-egiziano ha esplorato e restaurato il Ramesseum dal 1991 ed ancora oggi è in attività. Tra le scoperte, durante gli scavi sono emerse cucine, panetterie e sale esterne al tempio, oltre ad una scuola chiamata "Casa di Vita" dove i ragazzi ricevevano l'educazione adatta a divenire degli scribi.

### Galleria d'immagini del Ramesseum

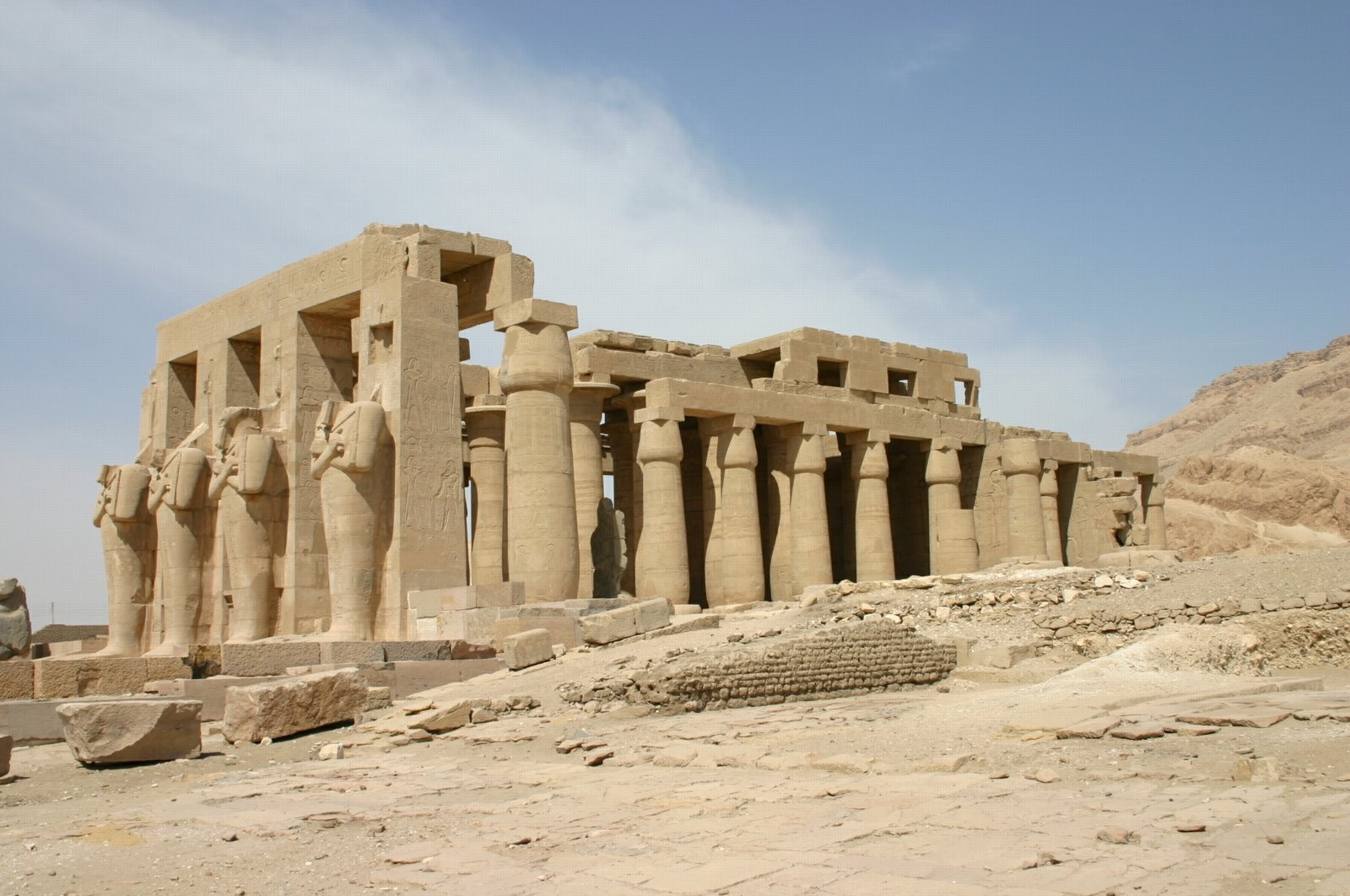
Tempio di Ramesses II, Luxor
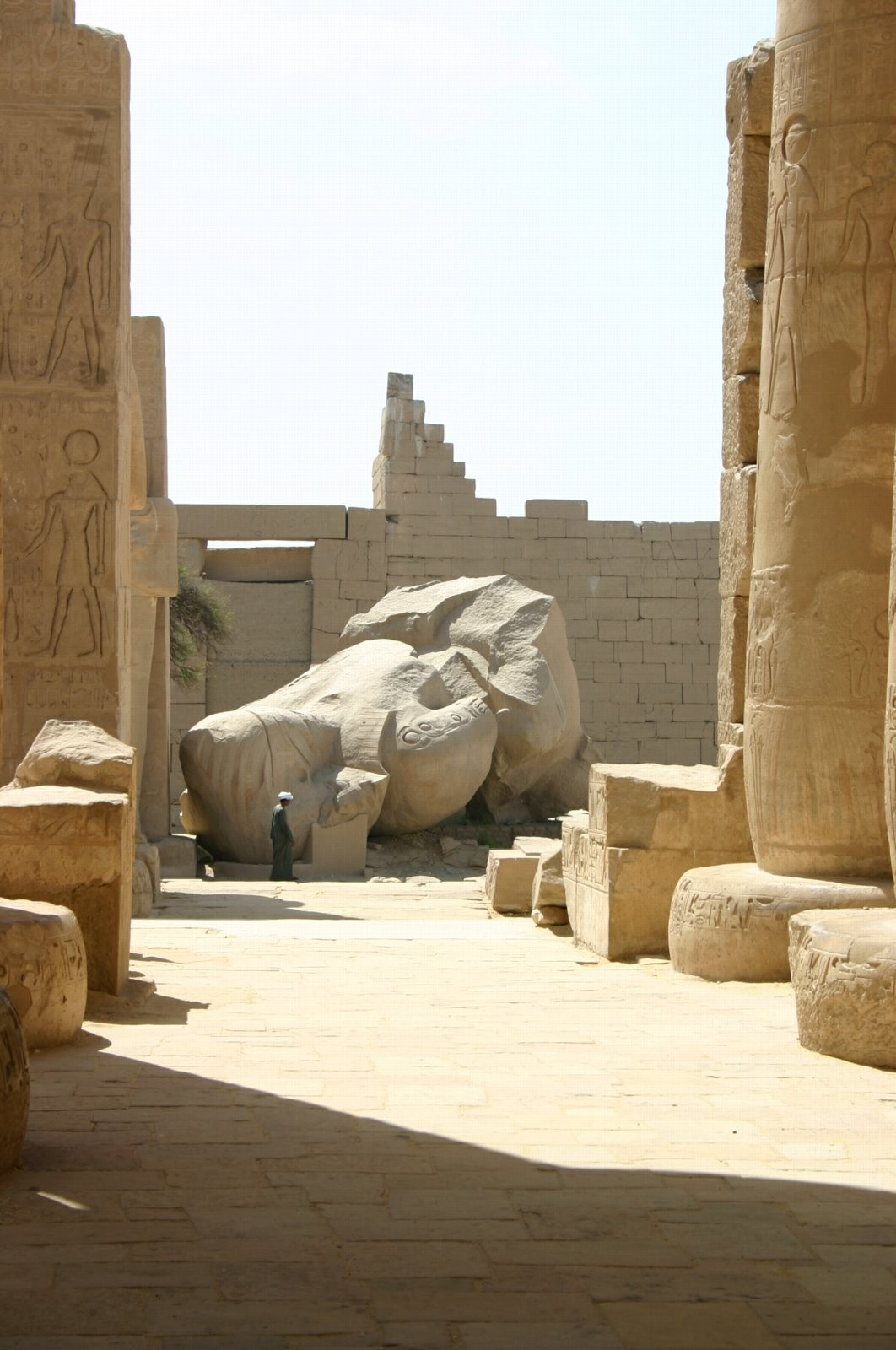
Tempio di Ramesses II, Luxor
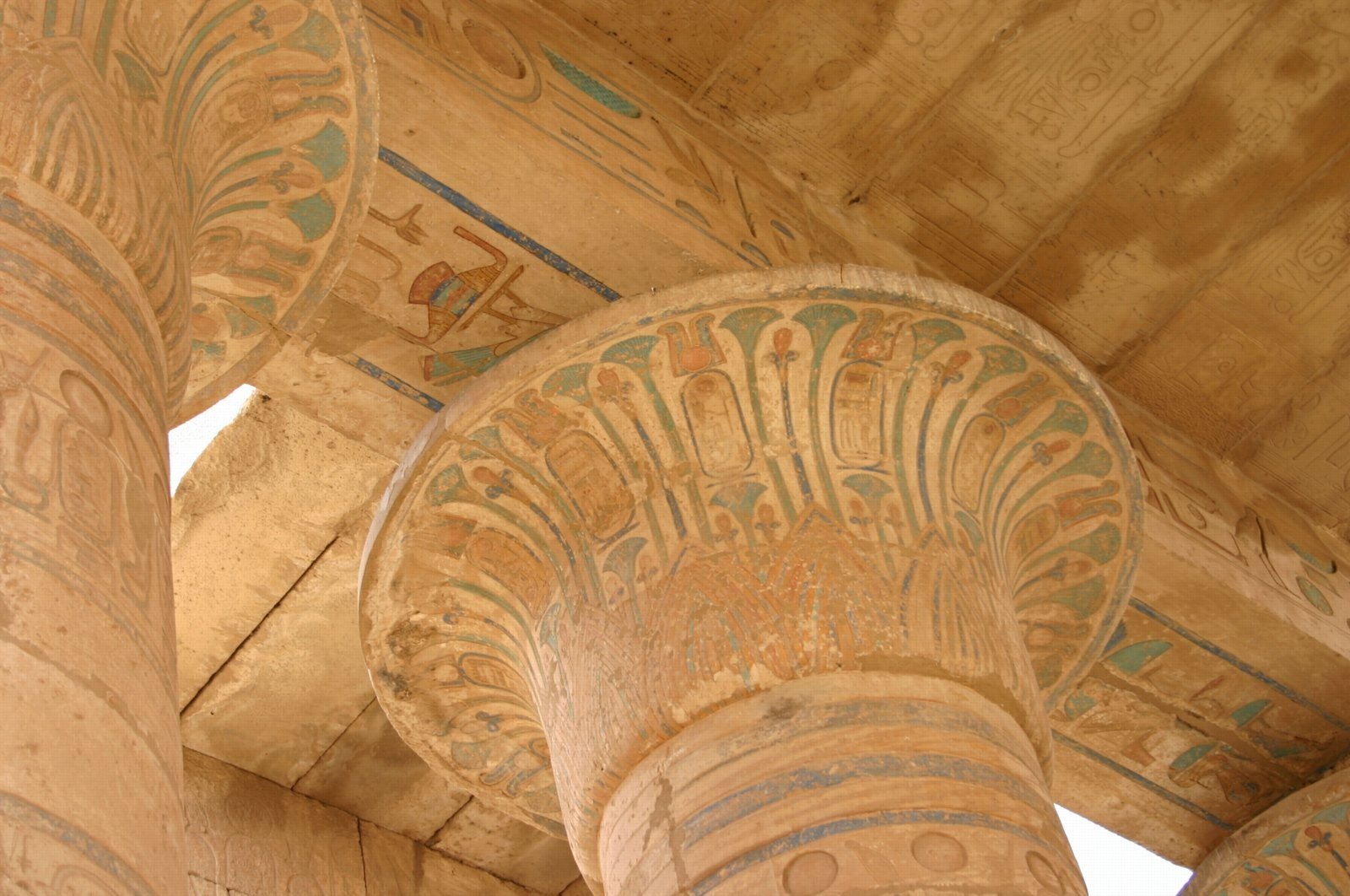
Tempio di Ramesses II, Luxor
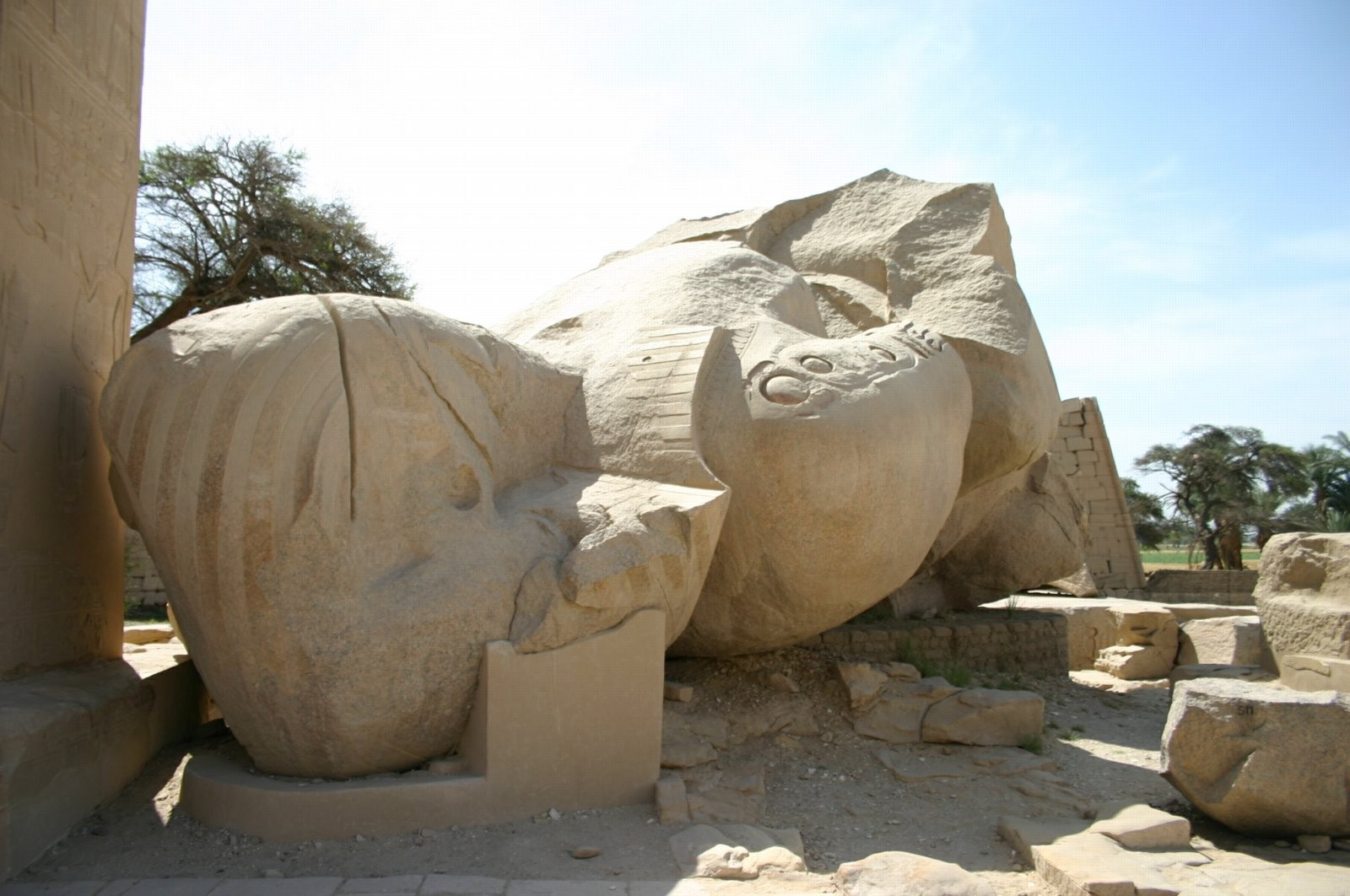
Tempio di Ramesses II, Luxor
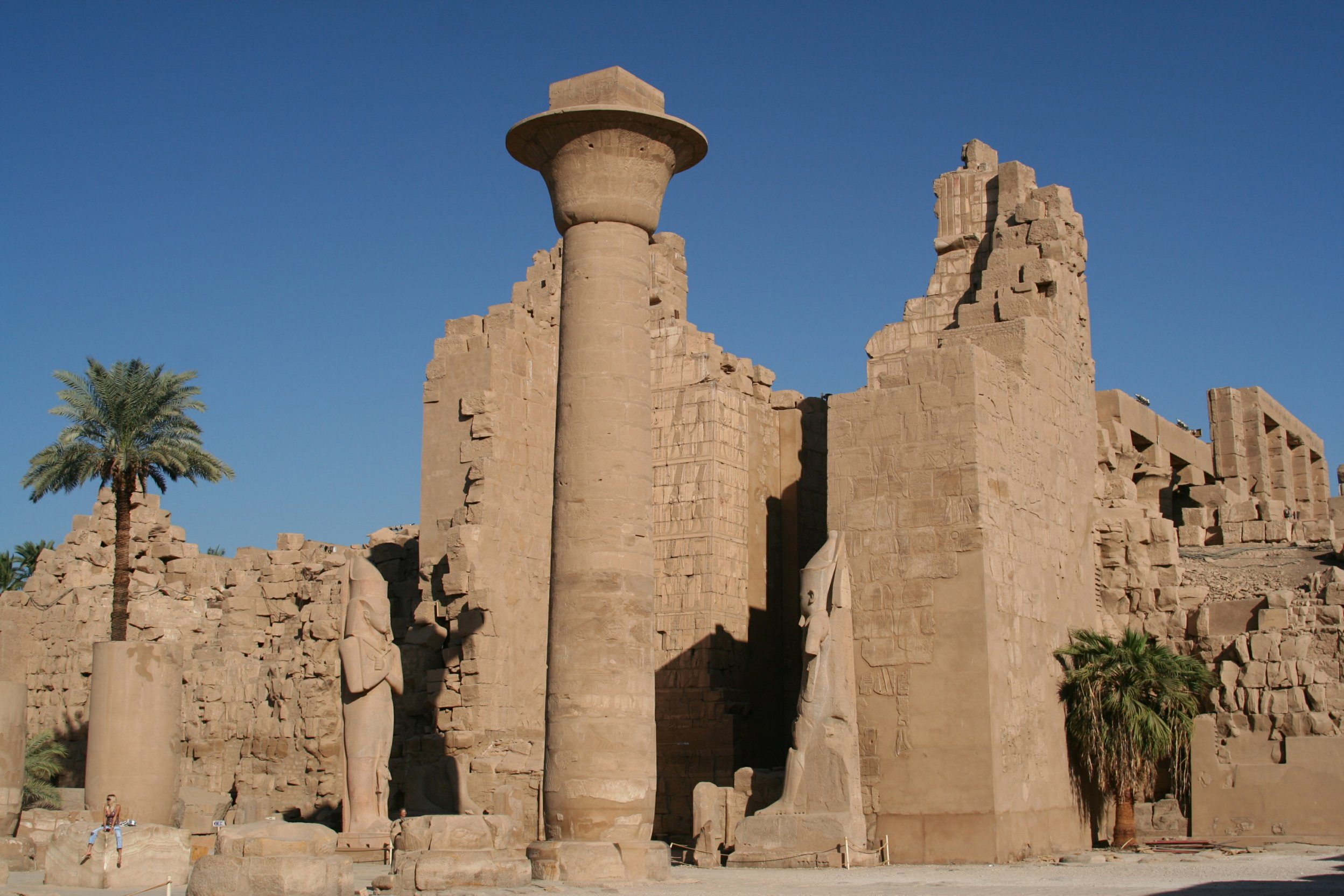
Tempio di Ramesses II, Luxor
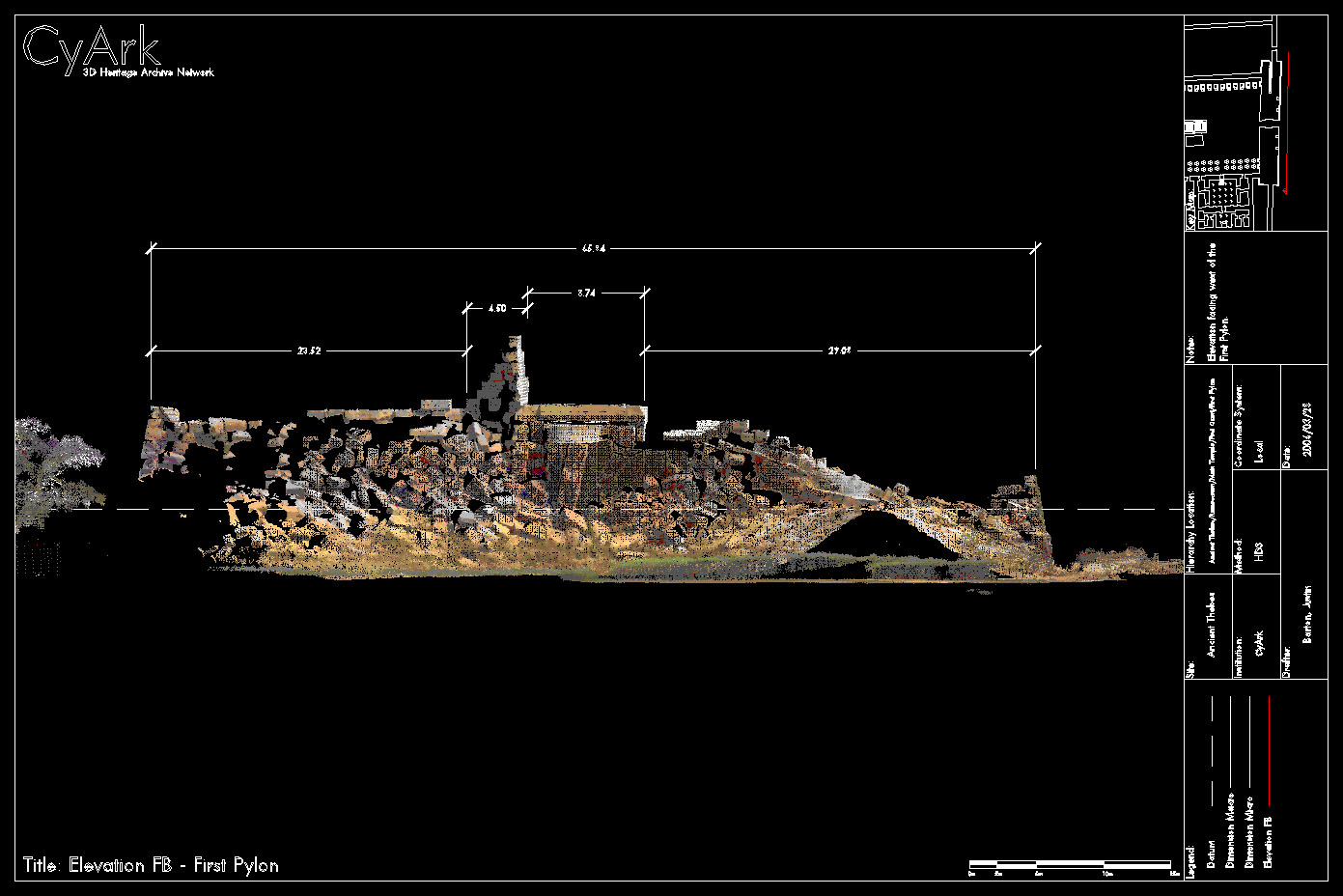
Foto che mostra la prospettiva 3d del Ramesseum a Tebe come doveva presentarsi in originale.
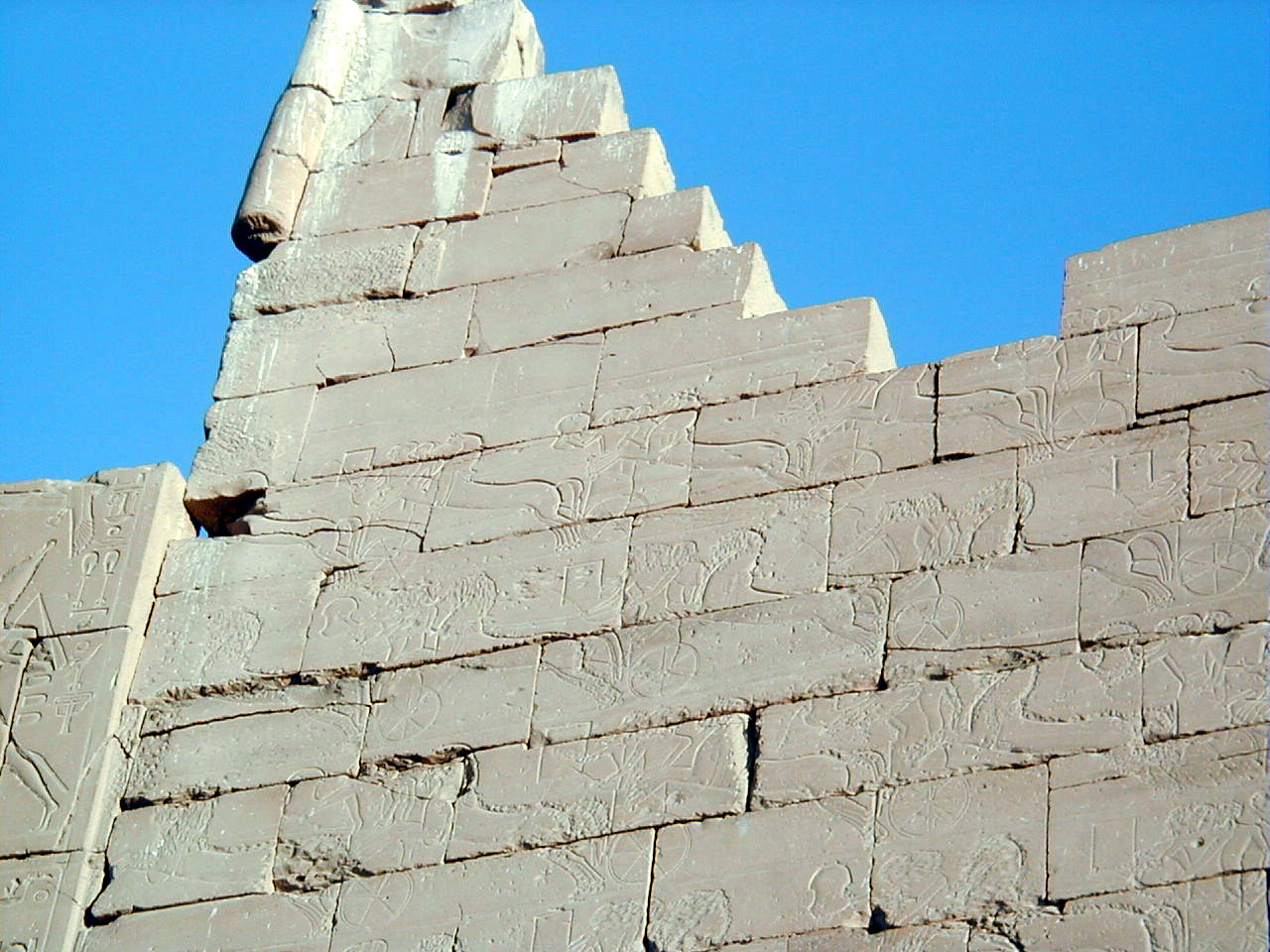
Foto delle scene di battaglia raffigurate sull'ingresso del Ramesseum a Tebe.
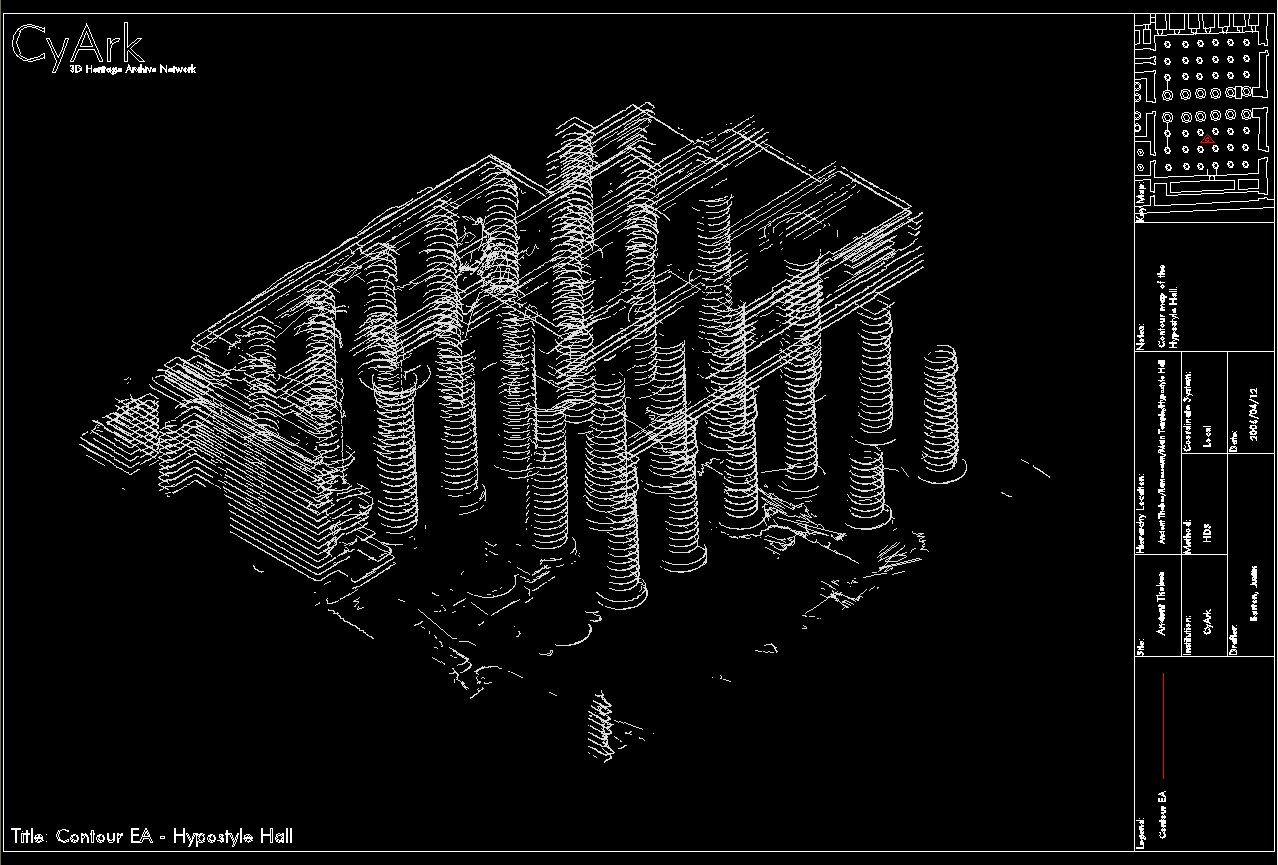
Ricostruzione della sala ipostila del Ramesseum sulla base dei ritrovamenti.